# Estação Estación Central
A Estação Estación Central é uma das estações do Metrô de Santiago, situada em Santiago, entre a Estação Universidad de Santiago e a Estação Unión Latinoamericana. Faz parte da Linha 1.
Foi inaugurada em 15 de setembro de 1975. Localiza-se no cruzamento da Alameda com a Avenida Matucana. Atende as comunas de Estación Central e Santiago.